# Nesophontes paramicrus
Nesophontes paramicrus је изумрла врста сисара из породице карипских ровчица (Nesophontidae) и реда Eulipotyphla.

## Станиште
Врста Nesophontes paramicrus је имала станиште на копну.

## Угроженост
Ова врста је изумрла, што значи да нису познати живи примерци.